# Orford (New Hampshire)
Pour les articles homonymes, voir Orford.
Orford est une municipalité américaine située dans le comté de Grafton au New Hampshire. Selon le recensement de 2010, sa population est de 1 237 habitants.

## Géographie
La municipalité s'étend sur 48,03 milles carrés (124,4 km2), dont 1,39 milles carrés (3,6 km2) d'étendues d'eau.

## Histoire
Fondée en 1761, la localité est nommée par le gouverneur Benning Wentworth  en l'honneur de Robert Walpole, 1er comte d'Orford.